# Laguna Ixpaco
A  Laguna Ixpaco é um lago localizado na Guatemala. Localiza-se no departamento de  Santa Rosa, Município de Pueblo Nuevo Viñas.